# Российская ассоциация пролетарских писателей

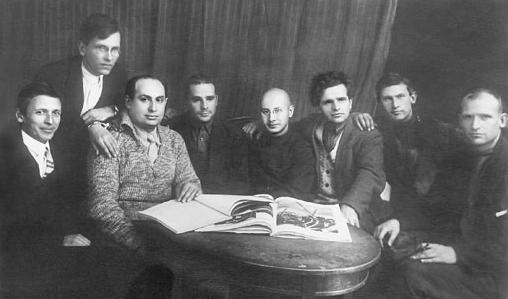
Руководство РАПП (слева направо): А. П. Селивановский, М. В. Лузгин, Б. Иллеш, В. М. Киршон, Л. Л. Авербах, Ф. И. Панфёров, A. A. Фадеев, И. С. Макарьев. Конец 1920-х

Росси́йская ассоциа́ция пролета́рских писа́телей (РАПП) — литературное объединение в СССР послереволюционных времён.

## История
Образована в 1925 году на 1-й Всесоюзной конференции пролетарских писателей.
Генеральным секретарём РАПП стал Л. Л. Авербах. Главными активистами и идеологами РАПП были писатели Д. А. Фурманов, Ю. Н. Либединский, В. М. Киршон, А. А. Фадеев, В. П. Ставский, критик В. В. Ермилов. Вопреки названию, большинство руководителей РАПП имело непролетарское происхождение.
В РАПП состояло более 4 тысяч членов. После образования ВОАПП (Всесоюзное объединение Ассоциаций пролетарских писателей) в 1928 году РАПП заняла в нём ведущие позиции.
К 1930 г. все остальные литературные группировки были практически разгромлены, и РАПП усилила директивный тон. Например, резолюция от 4 мая 1931 призывала всех пролетарских писателей «заняться художественным показом героев пятилетки» и доложить об исполнении этого призыва-распоряжения в течение двух недель. Внутри РАПП обострилась борьба за власть и усилились идеологические разногласия, и вскоре такое положение перестало устраивать партийное руководство.
РАПП вместе с ВОАПП, как и ряд других писательских организаций, была расформирована постановлением ЦК ВКП(б) «О перестройке литературно-художественных организаций» от 23 апреля 1932 г., вводившим единую организацию — Союз писателей СССР. Впрочем, многие руководители РАПП (А. А. Фадеев, В. П. Ставский) заняли высокие посты в новом СП. Однако многие другие были в конце 1930-х гг. обвинены в троцкистской деятельности, репрессированы и даже расстреляны (как Л. Л. Авербах и В. П. Киршон). Большинство членов РАПП вошли в Союз писателей.

## Идеология
Идеология РАПП выражалась в журнале «На литературном посту» (1925—1932, ранее печатный орган группы «Октябрь»). При этом пролеткультовский лозунг «пролетарской культуры» был заменён на лозунг «учёбы у классиков».
В журнале руководство организации выдвигали концепции развития литературы «союзник или враг», отталкивания писателей-«попутчиков», «одемьянивания» поэзии и «призыв ударников в литературу». На РАПП, как организации пролетарских писателей, отражалось развитие борьбы партии с троцкизмом. По линии литературной это прежде всего борьба с «ликвидаторской» теорией Троцкого-Воронского, которые отрицали возможность создания пролетарской культуры и литературы. Основным направлением литературы рапповцы признали психологизм «живого человека», психологический анализ изображаемых героев.
В истории литературы ассоциация знаменита прежде всего нападками на литераторов, не соответствовавших, с точки зрения рапповцев, критериям настоящего советского писателя. Давление под лозунгом «партийности литературы» оказывалось на таких разных писателей, как М. А. Булгаков, В. В. Маяковский, Максим Горький, А. Н. Толстой и других.